# Mathilde Wesendonck

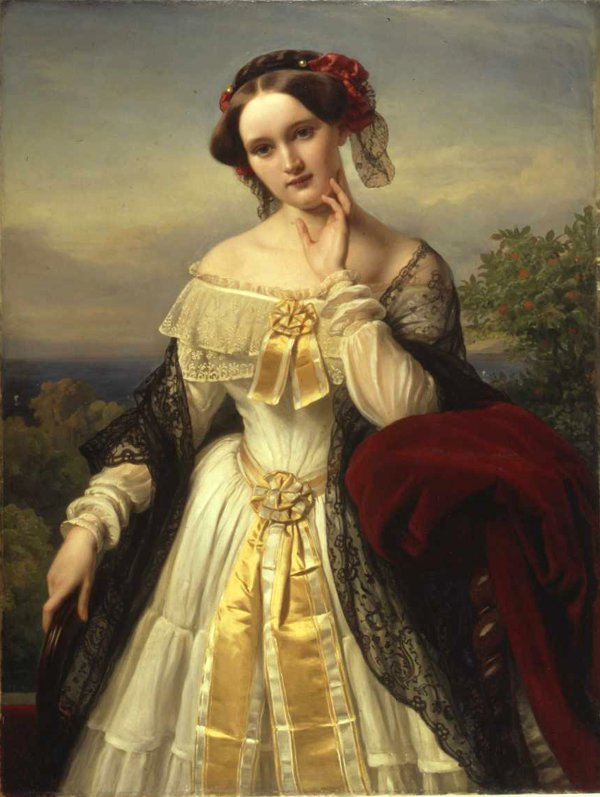
Mathilde Wesendonck, Gemälde von Karl Ferdinand Sohn, 1850, Stadtmuseum Bonn

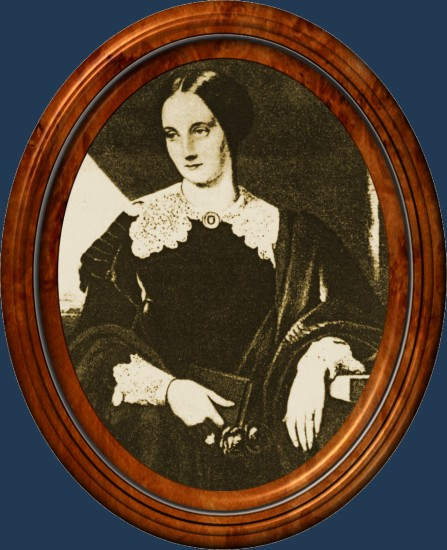
Mathilde Wesendonck, 1860, nach einem Porträt von C. Dorner

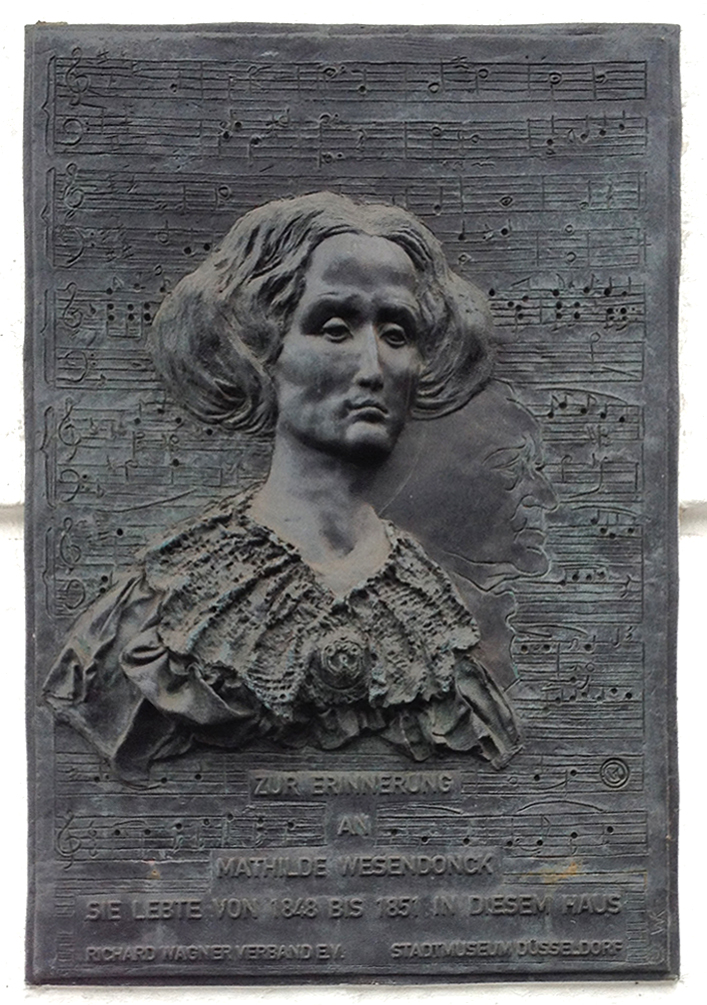
Bronzetafel von Bert Gerresheim am Haus Schwanenmarkt 1: „Zur Erinnerung an Mathilde Wesendonck. Sie lebte von 1848 bis 1851 in diesem Haus. Richard-Wagner-Verband e. V. Stadtmuseum Düsseldorf“

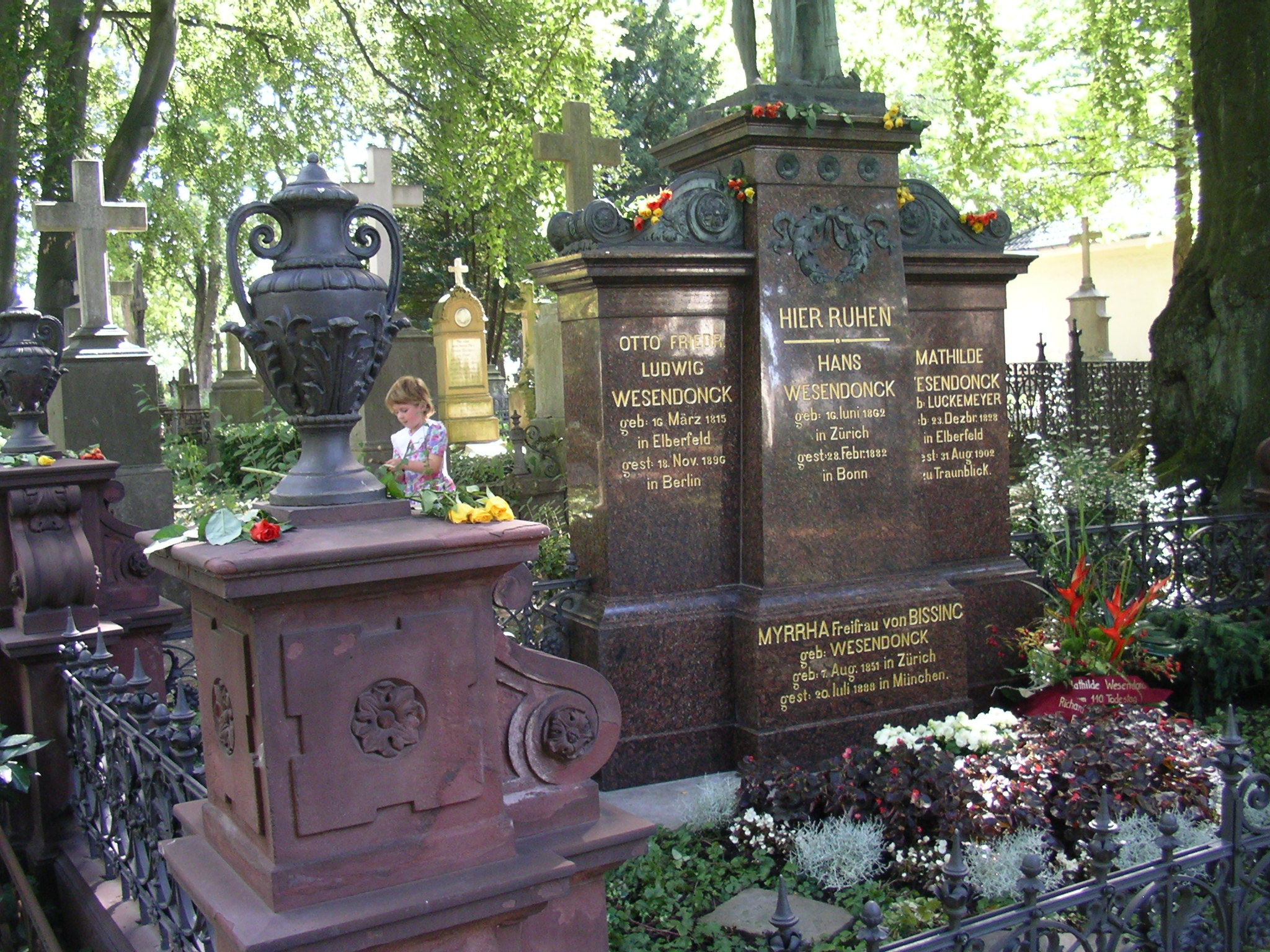
Das Grab der Familie Wesendonck nach einer privat initiierten Vergoldung der Inschriften und Reinigung auf dem Alten Friedhof in Bonn (2012)

Agnes Mathilde Wesendonck, geborene Agnes Luckemeyer, (* 23. Dezember 1828 in Elberfeld (heute Stadtteil von Wuppertal); † 31. August 1902 in der Villa Traunblick in Altmünster, Österreich) war eine deutsche Schriftstellerin, Salonnière und gemeinsam mit ihrem Ehemann Otto bedeutende Mäzenin. In der Musikgeschichte wurde sie bekannt als Muse des Komponisten Richard Wagner.

## Leben
Mathilde Wesendonck wurde als Agnes Luckemeyer in Elberfeld als Tochter des königlichen Kommerzienrates Carl Luckemeyer (1801–1875) und dessen Frau Johanna (1801–1862) geboren, einer Tochter des Kölner Bankiers Johann Heinrich Stein. Sie verbrachte ihre Kindheit und Jugend in Düsseldorf, wo sie eine Schule für Höhere Töchter besuchte.
Im Jahr 1848 heiratete sie den durch Seidenhandel wohlhabend gewordenen Kaufmann Otto Wesendonck. Aus Liebe zu ihm nahm Agnes Luckemeyer den Vornamen dessen früh verstorbener ersten Ehefrau an: Mathilde. Nach der Heirat lebte das Paar in Düsseldorf am Schwanenmarkt, mit einem längeren Aufenthalt in New York im Jahre 1850, gefolgt vom Umzug nach Zürich im Jahre 1851, wo sie zunächst im Hotel Baur au Lac wohnten.
In Zürich lernte das Ehepaar 1852 Richard Wagner kennen, zu dem eine enge Freundschaft entstand. Otto Wesendonck unterstützte den politischen Flüchtling Richard Wagner, der sich 1849 an den Aufständen in Dresden beteiligt hatte, finanziell äußerst großzügig und ermöglichte ihm bis 1858, in Zürich zu leben und zu arbeiten.
Da Wagner zeit seines Lebens hoch verschuldet war, gleichzeitig aber nicht auf seinen kostspieligen Lebenswandel verzichten wollte, bestand eine enge materielle Abhängigkeit von dem Ehepaar Wesendonck, das sich auch gegenüber anderen Künstlern ähnlich großzügig erwies. Wagner und seiner Frau Minna wurde gestattet, ein einfaches Fachwerkhaus („Das Asyl“) im Garten der neu erbauten Villa Wesendonck zu bewohnen.
Wagner zeigte sich dadurch erkenntlich, dass er der Familie Wesendonck immer wieder Kompositionen widmete. So komponierte er für Mathildes Schwester, Marie Luckemeyer (1836–1874), den Züricher Vielliebchen-Walzer.
Mathilde Wesendonck wurde Wagners Muse. Bei ihr fand er Verständnis für sein Künstlertum, das ihm seine eigene Frau Minna nicht geben konnte. 1857 und 1858 vertonte Richard Wagner fünf Gedichte Mathilde Wesendoncks, zunächst als Fünf Gedichte für Frauenstimme und Klavier bezeichnet, die später als Wesendonck-Lieder berühmt wurden. Die Titel Engel, Stehe Still, Im Treibhaus, Schmerzen und Träume bezeichnen in direkten und versteckten Anspielungen immer wieder Tod, Sehnsucht, Verlangen und ewige Liebe.
Die enge platonische Beziehung zwischen Wagner und Mathilde Wesendonck endete abrupt im Sommer 1858, als Wagners Ehefrau Minna einen missverständlichen Brief ihres Mannes an Mathilde abfing und einen Eklat provozierte, der zur Trennung führte. Wagner verließ Zürich, um in Venedig, nun allein, den Konflikt zu verarbeiten und die Komposition der Oper Tristan und Isolde fortzusetzen. Es war gerade die Dreieckssituation zwischen ihm und dem Ehepaar Wesendonck, die ihn zu dem Werk inspirierte – mit dahin musikalisch unerreichten Ausdrucksformen wie dem Tristan-Akkord. In dieser Oper können die beiden Liebenden Tristan und Isolde auf der Erde nicht zusammenkommen, da sie beide bereits anders verpflichtet sind, nämlich beide König Marke. Zuflucht finden die Liebenden in dem Wunsch, sich zur Vereinigung nach dem bewusst herbeigesehnten Tode zu verabreden.
Höhepunkt ist die berühmte Schlussarie Mild und Leise, auch Isoldes Liebestod genannt, worin Isolde so ihre Liebe zu Tristan verklärt. Beide – Tristan und Isolde – vereinigen sich sphärisch im Weltenall, getragen von Wellen der Liebe und der Musik.

„In des Welt-Atems

wehendem All

ertrinken

versinken

unbewußt

höchste Lust!“

Mit dieser Oper setzte Wagner seiner Liebe zu Mathilde Wesendonck ein musikalisches wie literarisches Denkmal.
Die Musik Wagners wurde durch seine tiefe Bindung an Mathilde Wesendonck und insbesondere die Oper Tristan und Isolde für immer grundlegend verändert. Hinweise auf Mathilde Wesendonck finden sich im späteren Leben Wagners immer wieder. So widmete er ihr das Vorspiel zur Walküre mit den Initialen G.S.M. – „Gesegnet sei Mathilde“. Auch der Schlussteil der Oper, Wotans Abschied, lässt sich als verschlüsselte Liebeserklärung und Abschied Wagners an Mathilde Wesendonck deuten.
Berühmt wurde Wagners Ausspruch noch Jahre nach dem Züricher Eklat einer gemeinsamen Vertrauten gegenüber: „Sie ist und bleibt meine erste und einzige Liebe.“
Dennoch wohnten Mathilde und Otto Wesendonck vor allem in Bayreuth noch vielen Aufführungen Wagners bei. Bis heute erinnert die Bezeichnung „Grüner Hügel“ als Ort für Wagners Opernhaus in Bayreuth an Wagners Zeit bei den Wesendoncks in Zürich – bezeichnete er doch auch Mathilde und Otto Wesendoncks Wohnhaus als „auf dem grünen Hügel“ stehend.
Das Verhältnis zwischen dem Ehepaar Wesendonck und Wagner blieb immer freundschaftlich, und Mathilde Wesendonck ließ bis zum Lebensende keinen Zweifel daran, dass ihr Verhältnis zu Wagner rein platonisch war.
Wagners zweite Frau, Cosima Wagner, Tochter des Wagner-Freundes und Komponisten Franz Liszt, versuchte hingegen das enge Verhältnis zwischen Wagner und Mathilde Wesendonck zu zerstören. Sie verbrannte die meisten Briefe Mathildes an ihn, so dass heute im Wesentlichen nur noch die Briefe Wagners an Mathilde Wesendonck erhalten sind.
1872 zogen die Wesendoncks nach Dresden in die Villa Wiener Straße 11 und 1882 nach Berlin, wo sie zunächst am Tiergarten wohnten – gegenüber dem später errichteten Wagner-Denkmal. Später bauten sie in unmittelbarer Nähe des Reichstages eine große Villa.

## Familiengrab in Bonn
Während sich Mathilde und Otto Wesendonck Ende 1881/Anfang 1882  mit Tochter Myrrha auf einer Reise durch Oberägypten befanden, starb am 28. Februar 1882 ihr Sohn Hans, der kurz zuvor in Bonn ein Studium der Rechtswissenschaften begonnen hatte. In Abwesenheit der noch unwissenden Eltern organisierte der in Bonn stationierte Schwiegersohn, Rittmeister Moritz von Bissing, die Beerdigung auf dem Alten Friedhof in Bonn. Daher errichteten nach ihrer Rückkehr Otto und Mathilde Wesendonck ihr Familiengrab in Bonn.
Dort sind heute Mathilde, Ehemann Otto und die beiden Kinder Hans und Myrrha begraben. Der mit vier Monaten gestorbene Sohn Paul liegt in Düsseldorf, der mit drei Jahren gestorbene Guido liegt in Zürich neben der Villa begraben. Das einzige seine Eltern überlebende Kind, der Sohn Karl, starb im Alter von 77 Jahren 1934 im Tessin.
„Ich hab ein Grab gegraben

Und leg’t meine Liebe hinein

Und all mein Hoffen und Sehnen

Und alle meine Tränen

Und all meine Wonne und Pein.

Und als ich sie sorglich gebettet –

Da legt’ ich mich selber hinein.“
Das Familiengrab der Wesendoncks gilt nach seiner Vergoldung 2012 als eines der schönsten Gräber auf dem denkmalgeschützten Alten Friedhof. Der Genius wurde 1884 von Gustav Adolph Kietz, der u. a. an dem berühmten Goethe-Schiller-Denkmal in Weimar mitgewirkt hatte, als Unikat geschaffen. Die exponierte freie Lage wie die Gestaltung der Grabanlage zeigen den Wohlstand der Familie Wesendonck.
Das Grab ist, ähnlich wie das nur wenige Meter entfernte Grab von Robert und Clara Schumann, von Schlafmohn umzäunt – als Symbol der Hoffnung, der Tod sei nur ein langer Schlaf, aus dem man wieder aufwache. Der Grabstein selbst ist aus rotem Granit, unmittelbar hinter dem Grab befindet sich eine große Blutbuche.
Mathilde Wesendonck selbst hatte sich in einem Brief am 24. November 1874 an Johannes Brahms für die im 19. Jahrhundert aufkommende Feuerbestattung ausgesprochen: „Ich möchte Ihr Interesse für die alte schöne Sitte der Leichenverbrennung gewinnen, die sich in jeglicher Beziehung besser mit den Anschauungen den 19. Jahrhunderts verträgt, als die hässliche (...) Unsitte des Begrabens oder der Totenbestattung.“ Diese war jedoch auf dem Bonner Friedhof bis 1964 nicht gestattet, womit alle vier in der Familiengruft beerdigten Personen, auch Mathilde, durch Erdbestattung ihre letzte Ruhe fanden.

## Nachlass
Obwohl Mathilde Wesendonck selbst nie in Bonn lebte, überließen die Erben, sprich der einzig noch lebende Sohn Karl und ein Neffe, 1909 nach dem Tod der Eltern die große Gemäldesammlung von Otto Wesendonck für 99 Jahre leihweise der Stadt Bonn. Die großen Familienbildnisse von Mathilde, ihrem Mann Otto, sowie Bilder der Tochter Myrrha und den zwei Söhnen Hans und Karl sowie das Gemälde von Richard Wagner übereignete die Stadt Bonn dem damaligen städtischen Museum Obernier – das später in das Stadtmuseum Bonn überging. In der Sammlung befindet sich ein Ölgemälde von Karl Ferdinand Sohn, das die junge Mathilde darstellt.
Die übrige Sammlung, hunderte Gemälde vorwiegend niederländischer, aber auch italienischer und britischer Malerei, wurde dem Provincial-Museum, dem heutigen Rheinischen Landesmuseum Bonn, übergeben. Diese Sammlung war so umfangreich und wurde als so bedeutend erkannt, dass dafür das damalige Provincial-Museum nicht länger ein geschlossenes Gelehrten-Museum war, sondern baulich um gut die Hälfte durch einen roten Sandsteinbau erweitert wurde. Bonn erhielt dadurch erstmals ein öffentlich zugängliches Kunstmuseum.

## Mathilde-Wesendonck-Verband
Seit 2013 gibt es einen Mathilde-Wesendonck-Verband, gegründet von Klaus Bitter, Bonn/Wachtberg, und Thomas Seidel, Berlin. Der Verband widmet sich der Würdigung und Erforschung des Lebens von Mathilde Wesendonck. Dieser hat seit 2023 auch offiziell die Pflege des Grabes inne. Auf Initiative des Mathilde-Wesendonck-Verbandes fanden 2013 und 2014 am 31. August, dem Sterbetag von Mathilde Wesendonck, auf dem Alten Friedhof mit bekannten Bonner Künstlergruppen erstmals offizielle Gedenkfeiern statt, zu denen jeweils mehr als 200 Interessierte erschienen.
2013/2014 veranstaltete das Stadtmuseum Bonn eine große Ausstellung zu Wesendonck in Bonn, mit mehr als 1000 Besuchern. Gezeigt wurden u. a. die Familienbilder der Wesendoncks wie auch das Gemälde von Karl Ferdinand Sohn.
Im August 2014 fand ein großer Liederabend zu Ehren von Mathilde Wesendonck im „Grandhotel Petersberg“, dem Gästehaus der Bundesrepublik Deutschland, statt. 2017 besuchten 800 Zuhörer ein Konzert unter dem Thema Beethovens Träume – zu dem auch die fünf Wesendonck-Lieder gegeben wurden. Erstmals kamen 2023 aus Anlass einer zweitägigen Veranstaltung Nachfahren der Familie Wesendonck in Bonn zusammen.
Im Westteil Bonns gibt es seit 1951 eine Wesendonck-Straße, die in die bereits 1900 angelegte Richard-Wagner-Straße mündet – und damit symbolträchtig für die von Wagner in der Oper herbeigesehnte Vereinigung von Tristan und Isolde nach dem Tod steht.
Alljährlich werden seit 2010 zum 31. August, dem Sterbetag Mathilde Wesendoncks, gelb-gelb-rote oder aber rot-rot-gelbe Rosenpaare am Grab niedergelegt – als Symbol für das vielfältige Dreiecksverhältnis zwischen der Muse Mathilde Wesendonck, Ehemann und Mäzen Otto Wesendonck und dem Komponisten Richard Wagner.

## Werke (Auswahl)
Eine umfangreiche Bibliografie ist im Blog Wesendonck verzeichnet und eine ausführliche Beschreibung und philologische Bewertung ihrer Werke wurde im Teil I des Handbuches, Primärliteratur, der Schriften des Mathilde-Wesendonck-Verbandes (Heft 4) vorgenommen.
- Gedichte, Volkslieder, Legenden, Sagen (1862)
- Märchen und Märchen-Spiele (1864)
- Natur-Mythen (1865)
- Genoveva. Trauerspiel in 3 Aufzügen (1866)
- Gudrun. Schauspiel in 5 Akten (1868; Digitalisat in der Google-Buchsuche)
- Deutsches Kinderbuch in Wort und Bild (1869)
- Friedrich der Große. Schauspiel in 5 Akten (1871)
- Edith oder die Schlacht bei Hastings. Trauerspiel in 5 Akten (1872)
- Gedichte, Volksweisen, Legenden und Sagen (1874)
- Alkestis. Schauspiel in vier Aufzügen (1881)
- Alte und neue Kinderlieder (1890)

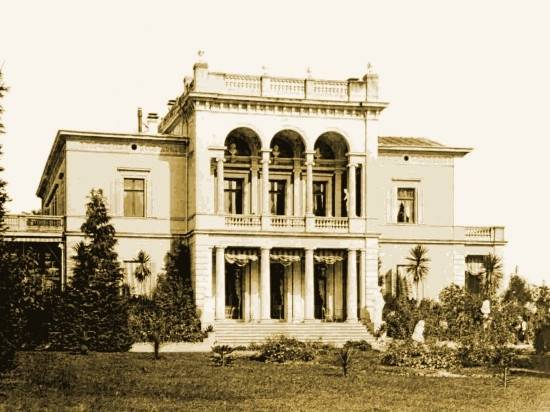
Villa Wesendonck in Zürich (gebaut 1857), heute Museum Rietberg
Kinderbuch von Mathilde Wesendonck
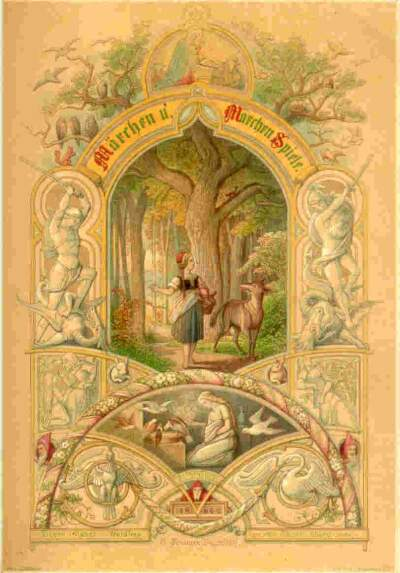
Illustration von Caspar Scheuren zu Märchen u. Märchen Spiele, Düsseldorf 1864
Fünf Gedichte von Mathilde Wesendonck, vertont von Richard Wagner

## Schriften des Mathilde-Wesendonck-Verbandes
Seit 2021 gibt der Mathilde-Wesendonk-Verband seine Schriften zum Leben und Werk von Mathilde und Otto Wesendonck heraus:
- Heft 1: Thomas Seidel (Hrsg.): Zürcher Tonhallekrawall vor 150 Jahren. Sein Hergang und seine Folgen. Schweiz, Frankreich, Deutschland und die Wesendoncks 1871. Berlin 2021, ISBN 978-3-9822543-0-2.
- Heft 2, Teil I und II: Thomas Seidel (Hrsg.): The Mysterious Wesendoncks. Deutsche Emigration in die USA im 19. Jahrhundert und der Sezessionskrieg von 1861–1865. August, Hugo und Otto Wesendonck in den USA (Teil I). Ann Hardy Beardshall übersetzt von Björn Seidel-Dreffke (Teil II). Berlin 2022, ISBN 978-3-9822543-1-9.
- Heft 3: Thomas Seidel: Franz von Lenbach und seine Porträts von Mathilde Wesendonck. 31. August 2022 – 120. Todestag von Mathilde Wesendonck. Berlin 2022, ISBN 978-3-9822543-4-0.
- Heft 4: Thomas Seidel, Björn Seidel-Dreffke: Mathilde & Otto Wesendonck. Ein Handbuch für Forschung & Information. Materialien zu Leben – Werk – Wirkung. Teil I: Bibliografie – Primärliteratur. Eine kommentierte Bibliografie mit Beiträgen von Björn Seidel-Dreffke zusammengestellt von Thomas Seidel. Berlin 2022, ISBN 978-3-9822543-2-6.
- Heft 5: Thomas Seidel, Björn Seidel-Dreffke: Mathilde & Otto Wesendonck. Ein Handbuch für Forschung & Information. Materialien zu Leben – Werk – Wirkung. Teil II: Bibliografie & Archive – Sekundärliteratur. Zusammengestellt von Thomas Seidel mit einer Einführung von Björn Seidel-Dreffke. Berlin 2023, ISBN 978-3-9822543-3-3.
- Heft 6: Thomas Seidel, Björn Seidel-Dreffke: Mathilde & Otto Wesendonck. Ein Handbuch für Forschung & Information. Materialien zu Leben – Werk – Wirkung. Teil III: Privatbibliotheken – Wesendonck & von Bissing. Zusammengestellt von Thomas Seidel mit einer Einführung von Björn Seidel-Dreffke: „Ausgewählte Aspekte der Geschichte der deutschen Privatbibliotheken von den Anfängen bis zum 21. Jahrhundert“. Berlin 2023, ISBN 978-3-9822543-5-7.
- Heft 7: Thomas Seidel (Hrsg.): Spiegelungen & Reflexionen. Beiträge zur Forschung. Mathilde & Otto Wesendonck. Teil I. Berlin 2024, ISBN 978-3-9822543-6-4.